# 엘런 베이커
엘런 베커(영어: Alan Becker)는 미국의 유튜버다. 미국의 온라인 애니메이터, 유튜브 인물 및 아티스트로, 애니메이션 대 애니메이션(Animator vs. Animation) 웹 시리즈 제작으로 가장 잘 알려져 있다.
베커는 짧은 형식의 비디오(애니메이터 대 애니메이션 쇼츠 및 액추얼 쇼츠 모두)와 다양한 스핀오프를 만들었다. 여기에는 애니메이션 대 마인크래프트(Animation vs. Minecraft), 애니메이션 대 마인크래프트 쇼츠(Animation vs. Minecraft Shorts), 애니메이션 대 유튜브(Animation vs. YouTube, 많은 유명 유튜브 사용자와 초기 유튜브 바이럴 동영상 포함), 애니메이션 대 리그 오브 레전드, 애니메이션 대 포켓몬, 애니메이션 대 슈퍼 마리오 브라더스 및 애니메이션 대 아케이드 게임이 뉴그라운즈와 유튜브 모두에서 제공된다.